# Linoglossa murphyi
Linoglossa murphyi – gatunek chrząszcza z rodziny kusakowatych, podrodziny Aleocharinae i plemienia Homalotini.
Gatunek opisany został w 1991 roku przez Kohei Sawadę.
Chrząszcz o ciele długości około 2,6 mm. Ubarwienie rudobrązowe z przyciemnionymi pokrywami. Szeroka głowa jest gwałtownie u nasady zwężona, wyposażona w małe w porównaniu z zapoliczkami oczy. Czułki długie, ale czwarty człon krótki, znacznie krótszy niż trzeci. Proksymalny rząd szczecinek na krótkiej i bardzo szerokiej wardze górnej jest znacznie dłuższy niż u podobnego L. angustata. Żuwka wewnętrzna z rzędem siedmiu ząbków i kolcami. Przedplecze szeroko wklęśnięte. Pokrywy grubo granulowane. Część kopulacyjna męskich narządów rozrodczych długa, nitkowata i rozszerzona u nasady. Samice mają krótką spermatekę i bulwiastą torebką kopulacyjną.
Gatunek znany z lasów namorzynowych singapurskiego Mandai Kechil.